# Мотосинтла-де-Мендоса
Мотосинтла-де-Мендоса (исп. Motozintla de Mendoza) — город в Мексике, штат Чьяпас, входит в состав муниципалитета Мотосинтла и является его административным центром. Численность населения, по данным переписи 2020 года, составила 27 815 человек.

## Общие сведения
Название города составное: Motozintla с языка науатль можно перевести как — беличий склон, а Mendoza дано в честь мексиканского революционера — Исмаэля Мендосы Санчеса.
Поселение было основано в 1620 году как скотоводческая асьенда Сан-Франсиско-Мотосинтла.
23 октября 1912 года она получило статус вильи с названием Мотосинтла-де-Ромеро, а 5 июля 1926 года название было изменено на Мотосинтла-де-Мендоса.
10 августа 1954 года губернатор Эфраин Аранда Осорио повысил Мотосинтлу-де-Мендоса до статуса города.